# شهرستان نورلاتسکی
شهرستان نورلاتسکی (به لاتین: Nurlatsky District) یک شهرستان در روسیه است که در تاتارستان واقع شده‌است.